# كاديه (مترو باريس)
كاديه (بالفرنسية: Cadet)‏ هي محطة مترو تابعة لمترو باريس تقع في فرنسا في الدائرة التاسعة في باريس.[بحاجة لمصدر]